# Pandanus mussauensis
Pandanus mussauensis är en enhjärtbladig växtart som beskrevs av Harold St.John. Pandanus mussauensis ingår i släktet Pandanus och familjen Pandanaceae. Inga underarter finns listade.